# Dick Mol
Dick Mol (* 1955 in Winterswijk) ist ein Mammut-Experte aus den Niederlanden.

## Werdegang
Dick Mol sammelt seit 1968 Fossilien. Bei seinem ersten Besuch in einem Museum in Leiden wurde sein Interesse für Mammute geweckt, als er dort die umfangreiche Sammlung von Mammutfossilien sah. In den Medien wird Mol als Paläontologe, Forscher oder Wissenschaftler bezeichnet, obwohl er als Zollbeamter am Flughafen Amsterdam-Schiphol arbeitet. Beim Zoll gilt er als Spezialist für gefälschte Markenartikel-Produkte. In dieser Funktion war er in den 1990er Jahren in der Fernsehserie „Flughafen Schiphol“ zu sehen. Im Bereich der Paläontologie gilt Mol als Koryphäe für Mammute. Sein Wissen über diese Rüsseltiere aus dem Eiszeitalter (Pleistozän) hat ihm den Spitznamen „Sir Mammoth“ eingebracht. Seine Sammlung umfasst mehr als 20.000 Mammut-Fossilien.

## Aktivitäten
Dick Mol ist ehrenamtlicher wissenschaftlicher Mitarbeiter für fossile Säugetiere am Naturhistorischen Museum Rotterdam. Er arbeitete bei zahlreichen Ausgrabungen in Europa, Asien (Sibirien) und Nordamerika (Kanada) mit, bei denen Mammute und andere Tiere aus dem Eiszeitalter (etwa 2,6 Millionen bis 11.700 Jahre) geborgen wurden. Außerdem sammelt er Funde von Eiszeittieren, die beim Fischfang in der Nordsee, die zeitweise Festland (Doggerland) war, ins Netz gehen, schreibt zusammen mit renommierten Forschern Bücher, hält Vorträge und ist oft im Fernsehen zu sehen. 1999 stieß Dick Mol zu der von Bernard Buigues geleiteten Ausgrabung des Jarkow-Mammuts. Seit 2000 ist er leitendes Mitglied und Koordinator des wissenschaftlichen Teams von CERPOLEX/Mammuthus (CERcles POLaires EXpedition), das sich der Erforschung der pleistozänen Fossilien der Taimyr-Halbinsel in Sibirien widmet.

## Ehrungen
2002 erhielt Dick Mol für seine Verdienste um die Paläontologie die Zittel-Medaille der Paläontologischen Gesellschaft.

## Bücher
- Dick Mol, Christian de Marliave und Bernard Buigues: Mammutsuche in Sibirien. Roseni Verlag, ISBN 3-9810469-2-7
- Dick Mol und Hans van Essen: De mammoet. Sporen uit de Ijstijd. BZZTôH, 1992, ISBN 90-6291-728-3
- Dick Mol, Christian de Maliave und Bernard Buigue: Discovering the Siberian Mammoth. CERPOLEX/Mammuthus, 2004, ISBN 90-808949-1-5
- Dick Mol, Arthur Oosterbaan und John de Vos: De wolharige neushoorn. Een dier van de mammoetsteppe. Neushoorn Stichting Nederland, 2004, ISBN 90-90-18013-3
- Ralf D. Kahlke und Dick Mol: Eiszeitliche Großsäugetiere der Sibirischen Arktis. Schweizerbarth, 2005, ISBN 3-510-61374-0
- Dick Mol, Wilrie van Logchem, Kees van Hooijdonk und Remie Bakker: De sabeltandtijger uit de Noordzee. DrukWare, 2007, ISBN 978-90-78707-03-5
- Dick Mol, John de Vos, Remie Bakker, Bas van Geel, Jan Glimmerveen, Hans van der Plicht und Klaas Post: Kleine encyclopedie van het leven in het Pleistoceen. Mammoeten, neushoorns en andere dieren van de Noordzeebodem. Met foto’s van Hans Wildschut. Veen Magazines, 2008, ISBN 978-90-8571-098-1